# Младежки отбор на ПФК ЦСКА (Москва)
Младежкият отбор на ПФК ЦСКА Москва е руски футболен клуб, явяващ се втори състав на московските армейци. Състезава се в Младежкото първенство по футбол на Русия. Тимът подготвя млади перспективни футболисти за първия отбор на ПФК ЦСКА Москва.

## История
Вторият отбор на армейския клуб води началото си още от първите години на XX век, когато предшественикът на ЦСКА – ОЛЛС има три отбора.  Вторият отбор на ОЛЛС печели Клас Б в шампионата на Москва през 1916 г.
20 години по-късно, през 1936 г., е създаден отборът ЦДКА-2, дублираща формация на ЦДКА Москва. През 1950 г. тимът участва в турнира за Купата на СССР и достига 1/32 финал. ЦДКА-2 носи това име до 1959 г.
През 1986 г. ЦСКА Москва допуска своя дублиращ тим да участва в дивизиите на съветския футболен шампионат. Вторият отбор на армейците започва в Съветска Втора лига под ръководството на Владимир Четвериков. ЦСКА-2 обаче завършва едва на 15-о място. През 1987 г. отборът е воден от сина на бившия нападател на ЦСКА Владимир Агапов – Сергей. Дублиращата формация обаче завършва чак на 16-о място.
Сезон 1988 ЦСКА-2 се представя значително по-добре, записвайки 12-о място във Втора лига, начело с легендата Борис Копейкин. През 1989 г. отборът е преименуван на Чайка-ЦСКА и е поет от Леонид Назаренко. Армейците изпадат във Втора низша лига същата година и остават там до разпада на СССР.
В шампионатите на Русия отборът играе във Втора лига, но не постига особени успехи. През 1993 г. ЦСКА-2 изпада в Трета лига, където играе един сезон, след което е разформирован.
В периода 2000 – 2001 ЦСКА-2 се състезава в КФК, а със създаването на Руска Премиер лига преминава в шампионата на дублиращите отбори.
През 2005 г. дублиращият отбор печели първенството на вторите отбори, а Сергей Правосуд става голмайстор на първенството с 19 гола.
От 2008 г. отборът вече е младежки и играе в младежкото първенство. През 2011 г. под ръководството на Александър Гришин отборът се движи втори до последния кръг на шампионата, но впоследствие остава четвърти. През 2012 отборът се връща на стадион „Октомври“, но играе няколко мача на ЛФК ЦСКА.
През сезон 2013/14 младежкият тим на ЦСКА Москва става вицешампион, оставайки зад тима на Динамо Москва. Младежкият отбор на ЦСКА печели за първи път титлата на младежкото първенство през сезон 2018/19.

## Състав

### Младежки състав
| №  | Пост | Играч              |
| -- | ---- | ------------------ |
| 45 | В    | Дмитрий Боков      |
| 33 | В    | Николай Радченко   |
| 13 | З    | Никита Котин       |
| 93 | З    | Сергей Кочетков    |
|    | З    | Дмитрий Першин     |
| 53 | З    | Максим Елеев       |
| 61 | З    | Вадим Конюхов      |
| 43 | З    | Алексей Пилипенко  |
| 59 | П    | Тигран Аванесян    |
| 48 | П    | Дмитрий Каптилович |
| 76 | П    | Антон Крачковский  |

| №  | Пост | Играч             |
| -- | ---- | ----------------- |
| 74 | П    | Георгий Лобанов   |
| 64 | П    | Руслан Дауров     |
|    | П    | Матвей Лукин      |
| 79 | П    | Сергей Пряхин     |
|    | П    | Гоча Гогричиани   |
| 41 | П    | Егор Ушаков       |
| 63 | Н    | Андрей Савинцов   |
| 47 | Н    | Едуард Багринцев  |
| 56 | Н    | Егор Шаповалов    |
| 65 | Н    | Иля Востриков     |
| 46 | Н    | Владислав Яковлев |

## Треньори
| Име                 | Страна     | Период      | Първенство                                            |
| ------------------- | ---------- | ----------- | ----------------------------------------------------- |
| Владимир Четвериков | СССР       | 1986        | Съветска Втора лига                                   |
| Сергей Агапов       | СССР       | 1987        | Съветска Втора лига                                   |
| Борис Копейкин      | СССР       | 1988        | Съветска Втора лига                                   |
| Леонид Назаренко    | СССР/Русия | 1989 – 1992 | Съветска Втора лига Втора низша лига Руска Втора лига |
| Юрий Аджем          | Русия      | 1994 – 1996 | Руска Трета лига                                      |
| Юрий Аджем          | Русия      | 2003 – 2008 | Турнир на дублиращите отбори                          |
| Гус Йеле            | Холандия   | 2008 – 2009 | Младежко първенство                                   |
| Юрий Аджем          | Русия      | 2009 – 2010 | Младежко първенство                                   |
| Александър Гришин   | Русия      | 2011 – 2017 | Младежко първенство                                   |